# Consolidated Standards of Reporting Trials

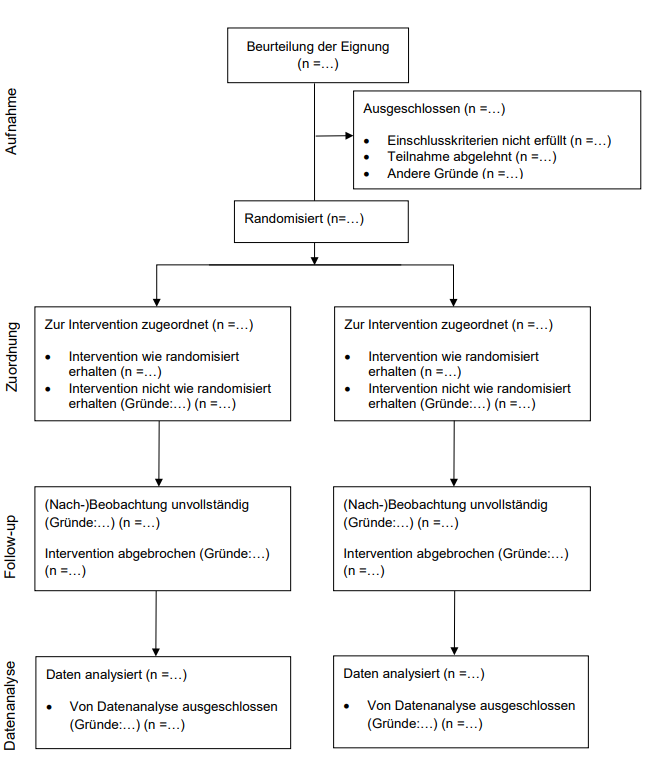
Durch das CONSORT-Statement vorgegebenes Flussdiagramm zur Dokumentation der Patientenrekrutierung in einer zweiarmigen randomisierten Klinischen Studie zum Vergleich zweier Interventionen.

Bei den Consolidated Standards of Reporting Trials (kurz: CONSORT, auch: CONSORT Statement) handelt es sich um eine international konsolidierte konsensbasierte Leitlinie zur Erstellung von Berichten für randomisierte kontrollierte Studien. Sie umfasst in der aktuellen Fassung 25 Punkte und ein Flussdiagramm zur transparenten Ergebnisdarstellung.

## Inhalt
Bei der CONSORT-Leitlinie handelt es sich um eine evidenzbasierte Basis-Empfehlung für eine standardisierte Berichterstattung randomisierter kontrollierter Studien (RCTs). Grundlage bildet eine von der CONSORT-Gruppe  als „Minimal-Liste“ erachtete Checkliste, welche sich in der aktuellen Version aus 25 Kriterien speist. Diese beinhalten Aspekte hinsichtlich methodischer Charakteristika, des Designs und der Belastbarkeit der Ergebnisdarstellung von RCTs. Darüber hinaus ist ein Flussdiagramm zur Dokumentation der Probandenrekrutierung vorgesehen. Mit den Richtlinien sollen Autoren von Studienberichten Standards zur Verfügung gestellt werden, mit deren Implementation eine transparente und vollständige Berichterstattung sichergestellt werden soll. Dies soll letztlich eine kritische Bewertung und Interpretation der zugrunde liegenden Studiendaten ermöglichen. 
Bei CONSORT handelt es sich lediglich um eine Berichterstattungsleitlinie. Demzufolge enthalten die Statements keine Empfehlungen für die eigentliche Planung, Durchführung und Auswertung von Studien. Sie befassen sich lediglich mit der sorgfältigen Darstellung darüber, was im Rahmen der Studie getan und gefunden wurde. Ziel der Leitlinie ist insofern nicht, die Studie selbst zu verbessern.

## Checkliste
Die CONSORT-Checkliste beinhaltet in der aktuellen Fassung 25 Punkte, die zum Teil weiter ausdifferenziert werden, sodass sich aus inklusive Sub-Items insgesamt 37 Items ergeben. Die Checkliste ist in mehrere Abschnitte untergliedert, welche unterschiedliche Teile des Berichts adressieren. 

### Titel und Zusammenfassung
Der erste Abschnitt bewertet den Titel und die Zusammenfassung der Studie (Kennzeichnung im Titel als randomisierte kontrollierte Studie, strukturierte Zusammenfassung von Studiendesign, Methoden, Ergebnissen und Schlussfolgerungen). So soll bereits im Titel das Wort „randomisiert“ verwendet werden, um eine korrekte Identifizierung als RCT (und damit auch eine erleichterte Auffindbarkeit) zu gewährleisten. 

### Einleitung
Im zweiten Abschnitt folgen daraufhin der wissenschaftliche Hintergrund und die Ziele der Studie (samt Begründung, der genauen Fragestellung oder Hypothesen). Im Sinne der Forderungen der Deklaration von Helsinki soll dargestellt werden, inwiefern die Untersuchung auf der Grundlage einer genauen Literaturrecherche basiert, sodass Teilnehmer nicht einem unnötigen Risiko ausgesetzt werden. Insofern soll an dieser Stelle die Notwendigkeit der Untersuchung gerechtfertigt werden.

### Methoden
Die in den dritten Abschnitt integrierte Methodenbewertung findet anhand mehrerer Unterpunkte Anwendung. Hierzu zählen das Studiendesign (zum Beispiel parallel, faktoriell) einschließlich Zuteilungsverhältnis der Probanden zu den Gruppen, darüber hinaus Eignungskriterien der Probanden, präzise Details zu den durchgeführten Interventionen in jeder Gruppe (einschließlich wie und wann die Interventionen durchgeführt wurden) sowie die vollständig definierten primären und sekundären Endpunkte (einschließlich wie und wann diese erhoben wurden) und Angaben zur Fallzahlbestimmung (Bericht der Berechnung der Fallzahl) mit ggf. Erklärung aller Zwischenanalysen und Abbruchkriterien. 

### Randomisierung
Im vierten Abschnitt sind Angaben zur Randomisierung untergliedert. Zu diesen gehören genaue Angaben zur Erzeugung der Behandlungsfolge (etwa Berichte zur Methode zur Generierung der Zufallszuteilung, Art der Randomisierung, Details jedweder Restriktionen wie etwa Blockbildung) sowie ferner Ausführungen zu den Mechanismen der Geheimhaltung der Behandlungsfolge (angewandte Mechanismen zur Umsetzung zur Zuteilungssequenz mit Beschreibung aller Schritte zur Geheimhaltung der Sequenz bis zur Interventionszuordnung). Ebenfalls unter dem Punkt „Randomisierung“ finden sich darüber hinaus Angaben zur Durchführung (wer führte die Zufallszuteilung durch, wer nahm die Teilnehmer in die Studie auf und wer teilte sie den Interventionen zu) sowie – falls durchgeführt – Ausführungen zur Verblindung. Hier sollen Angaben darüber gemacht werden, wer bei der Interventionszuordnung verblindet war (bspw. Die Teilnehmer, Ärzte, Therapeuten, diejenigen, die die Endpunkte beurteilten) und ggf. Beschreibungen der Ähnlichkeit der Interventionen. Zuletzt sollen Angaben zu den statistischen Methoden gemacht werden, welche zum Vergleich der Gruppen hinsichtlich primärer und sekundärer Endpunkte eingesetzt wurden sowie zu den Methoden, die für zusätzliche Analysen angewandt wurden (etwa adjustierte und Subgruppenanalysen).

### Ergebnisse
Im fünften Abschnitt finden sich Punkte zu den Ergebnisberichten. Hier sollen Angaben folgen zu Ein- und Ausschlüssen (idealer Weise via Ablaufdiagramm), Probandenaufnahme und -Rekrutierung, Probandencharakteristika zu Studienbeginn (Tabelle demographischer und klinischer Charakteristika für jede Gruppe), Anzahl ausgewerteter Probanden sowie die Darstellung der Ergebnisse jeder Gruppe für jeden primären und sekundären Endpunkt. Ferner sollen weitere Analysen dokumentiert werden, einschließlich Subgruppenanalysen und adjustierten Analysen  mit Angabe, ob diese präspezifiziert oder exploratorisch durchgeführt wurden. Ferner sollen Schäden (früher „unerwünschte Wirkungen“) innerhalb jeder Gruppe berichtet werden.

### Diskussion
Im letzten Punkt finden sich Angaben zu Limitationen mit Angaben zu potentieller Verzerrung, fehlender Präzision sowie (falls relevant) Multiplizität von Analysen. Ferner sollen Angaben zu Generalisierbarkeit der Studienergebnisse (externe Validität, Anwendbarkeit) gemacht werden. Ferner soll – konsistent mit den Ergebnissen – die Interpretation vorgenommen werden, unter Abwägung von Nutzen und Schaden sowie unter Berücksichtigung anderer relevanter Evidenz.

### Flussdiagramm
Das CONSORT-Flussdiagramm dient der Dokumentation der ein- und ausgeschlossenen Probanden während der verschiedenen Phasen einer zweiarmigen randomisierten Studie. Auf diese Weise kann über den gesamten Prozess hinweg nachvollzogen werden, in welchem Arm und in welcher Anzahl Teilnehmer aus welchem Grund aus der Studie ausgeschieden sind. 

## Erweiterungen
Neben der Hauptleitlinie, welche auf dem standardmäßigen Parallelgruppen-Design basiert, existiert eine Reihe an Ergänzungsleitlinien, die randomisierte kontrollierte Studien mit spezifischen Designs adressieren. So wurden beispielsweise Erweiterungen für clusterrandomisierte Studien und Nichtunterlegenheitsstudien veröffentlicht.

### CONSORT-Outcomes-Erweiterung 2022
Eine im Jahr 2022 veröffentlichte Erweiterung der CONSORT-Leitlinien beinhaltet 17 ergänzende Items.